# Archives départementales de l'Isère
Les archives départementales de l'Isère sont un service du département de l'Isère. Situées rue Georges-Perec à Saint-Martin-d'Hères, elles conservent des documents remontant pour le plus ancien à 1011 concernant une vente de terre à l'archevêché de Vienne jusqu'aux documents publics du début du XXIe siècle. L'une des principales missions de ce service est la communication d'archives au public et il est communément cité de nos jours par le sigle de trois lettres ADI.
Il accueille le public dans un nouveau bâtiment à Saint-Martin-d'Hères depuis le 5 juillet 2021.

## Histoire
Installées initialement dans l'hôtel de Lesdiguières ainsi que dans le palais du parlement du Dauphiné, pour recueillir les archives des institutions d'Ancien Régime du Dauphiné en vertu d'une loi de 1796, les archives ont intégré le lieu unique de l'hôtel de préfecture de l'Isère lors de son achèvement en 1866. Mais avec l'accumulation des documents, les archives départementales ont déménagé dans un bâtiment spécifique doté de 24 kilomètres de rayonnage et inauguré le 18 octobre 1958 près du boulevard Maréchal-Leclerc nouvellement tracé en lieu et place de fortifications du XIXe siècle. Jean Berthoin, alors sénateur de l'Isère et ministre de l'éducation nationale qui participa à cette inauguration, donnera plus tard son nom à l'un des deux autres bâtiments inaugurés en 1988 face à la saturation du premier bâtiment de stockage. 
En 1963, le directeur des archives de l'Isère, Robert Avezou, a été à l'origine de la création du musée de la Résistance et de la Déportation de l'Isère. Vingt ans plus tard, les lois de décentralisation de 1983 confient aux départements la gestion des archives départementales, jusqu'alors sous l'autorité préfectorale.

Ancien bâtiment des archives.

Depuis 2008, les archives de l'Isère éditent trois fois par an une lettre d'information intitulée Chroniques d'Archives abordant à chaque numéro des thèmes illustrés par des documents conservés en Isère. En 2013, la salle de lecture a accueilli 1 700 personnes inscrites pour 27 700 documents consultés.  Depuis cette même année,  les registres matricules militaires d'environ 163 000 hommes nés entre 1839 et 1892 des bureaux de recrutement de Bourgoin-Jallieu, Vienne et Grenoble sont en ligne sur le site internet du service. Outre les archives conservées, une bibliothèque regroupe environ 19 000 ouvrages, brochures et catalogues d'exposition concernant principalement l'histoire de l'Isère et de l'ancienne province du Dauphiné. Il est également possible depuis septembre 2015 de s'abonner à une lettre mensuelle permettant d'être tenu au courant de l'actualité des Archives.
Depuis 1988, la rue desservant les archives départementales porte le nom d'Auguste Prudhomme, ancien directeur des archives de l'Isère, archiviste de 1878 jusqu'à sa mort en 1916, mais également auteur de nombreux ouvrages historiques sur le Dauphiné. La rue était auparavant le prolongement du boulevard des Adieux.

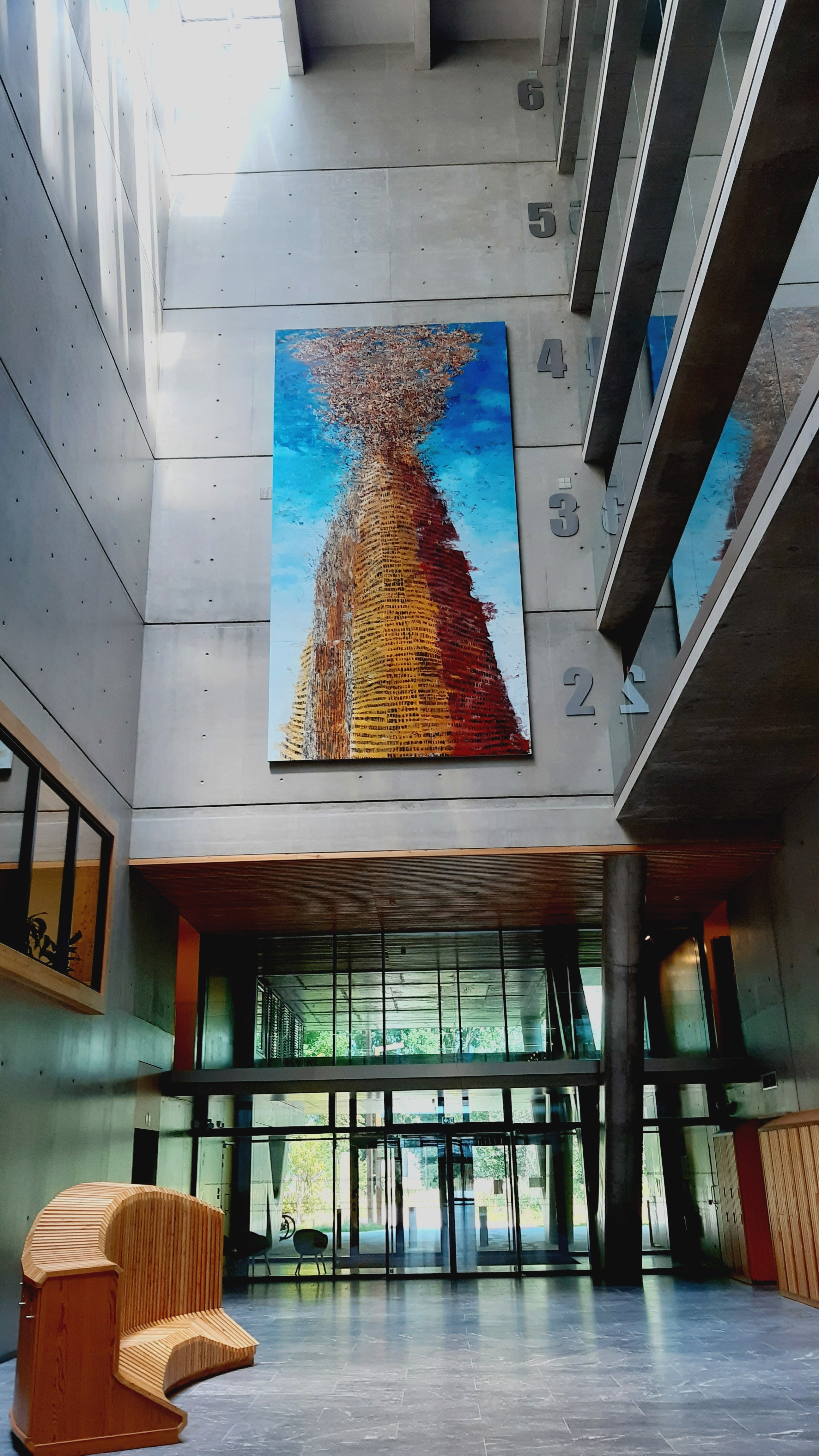
Atrium de l'édifice.

En 2014, les archives de l'Isère possèdent plus de mille fonds d'archives entreposés sur 35 kilomètres linéaires de rayonnages qui doivent arriver à saturation en 2016, d'où le projet de construction d'un quatrième bâtiment à proximité des trois autres. Mais des raisons administratives empêchent cette nouvelle extension et le conseil départemental de l'Isère décide en décembre 2015 du transfert des Archives départementales sur l'ancien site des VFD à Saint-Martin-d'Hères.
En janvier 2017, alors que les fonds atteignent 36,3 km linéaires de rayonnages, le projet du nouveau bâtiment est présenté au public par l'architecte grenoblois CR&ON. Le 15 septembre 2018 la première pierre du futur édifice est posée par Jean-Pierre Barbier, président du conseil départemental. Avec 14 000 m2, le nouvel immeuble est livré en novembre 2020 à la lisière du domaine universitaire de Grenoble et possède un atrium de 22 m. de hauteur avec une capacité de stockage de près de 70 kilomètres linéaires de rayonnages. Dans le cadre du 1 % artistique, le Conseil départemental a sélectionné le peintre Philippe Cognée pour décorer l'atrium. Il a proposé une œuvre monumentale de 8m x 4m intitulée La Tour des mémoires, évoquant à la fois la Tour de Babel et un sablier, symbole du temps.
Après 62 ans d'activité, l'ancien site de la rue Auguste-Prudhomme ferme définitivement ses portes le 29 octobre 2020, deux semaines avant la date prévue, en raison du confinement sanitaire national causé par la pandémie de Covid-19.
Le nouveau bâtiment est inauguré le 27 mai 2021 et l'accès au public se déroule le 5 juillet. 

## Rôle des archives départementales
Les quatre missions du service des archives sont de collecter des archives, quel que soit le type de support, de les conserver dans de bonnes conditions impliquant parfois de les numériser, de les classer et enfin de les communiquer aux chercheurs.
C'est ainsi qu'une partie des archives est disponible en ligne, dont 84 registres de comptes médiévaux issus du fonds de la Chambre des comptes du Dauphiné pour les années 1317 à 1349, période couvrant les dernières années du Dauphiné avant son rattachement au royaume de France. Cette numérisation s'est faite dans le cadre du programme Genèse médiévale d'une méthode administrative (GEMMA) financé par l'Agence nationale de la recherche, les archives départementales de l'Isère et l'université Pierre-Mendès-France. Mais le service des archives développe également d'autres modes de communication comme des conférences, des expositions ou des publications d'ouvrages contribuant ainsi à mieux se faire connaître du public. Ainsi en 2003, une grande exposition sur la justice a été suivie de la publication du livre de l'exposition Rendre la justice en Dauphiné, de 1453 à 2003. 

## Directeurs
- 1941-1968 : Robert Avezou
- 1968-1988 : Vital Chomel
- 1988-2003 : Yves Soulingeas
- Depuis 2004 : Hélène Viallet

## Politique d'acquisition
Comme chaque service d'Archives départementales en France, celui de l'Isère mène une politique d'acquisition de documents. C'est ainsi que son patrimoine s'est enrichi en 2013 d'un dossier de lettres reçues par le lieutenant général du roi en Dauphiné, Bertrand-Rambaud de Simiane durant la période des guerres de Religion des années 1564 à 1574. Mises en vente aux enchères à Paris, ces pièces ont pu être acquises en préemption par le conseil général de l'Isère. Parmi ces documents, figure une lettre du baron des Adrets connu pour sa cruauté qui informe le lieutenant général dans un courrier du 11 juillet 1572 de l'état d'avancement d'un rassemblement de soldats destinés à conduire le roi à Saluces dans le Piémont, alors possession française.

## Les fonds d'archives
Parmi les fonds conservés, figurent des archives privées (entreprises, personnages, associations), des archives d'institutions privées ou d'établissements religieux d'avant la Révolution, des archives administratives, des collections de presse et des fonds iconographiques et audiovisuels. Parmi les fonds les plus importants, figurent les 38 948 registres de notaires remontant à au moins 100 ans, 19 884 registres d'enregistrement des actes notariés, 5 381 feuilles du plan du cadastre napoléonien et plus de 8 500 registres paroissiaux et d'état civil.

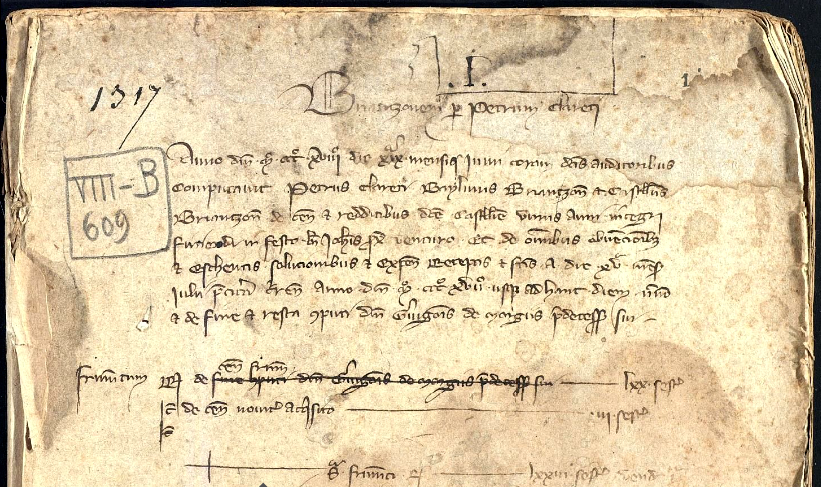
Extrait d'archive de juin 1317.

Les archives départementales de l'Isère détiennent en outre les archives du Conseil delphinal et de sa Chambre des comptes, mais surtout celles du Parlement du Dauphiné, institution à la fois politique, administrative et judiciaire  créée le 29 juillet 1453  par le dauphin Louis II, futur roi Louis XI, lors de son séjour en Dauphiné de 1447 à 1456. L'ancienne province du Dauphiné est constituée de nos jours des départements de la Drôme, de l'Isère, des Hautes-Alpes et de certaines vallées piémontaises à la suite du traité d'Utrecht en 1713. Cette situation géographique permet de nos jours la détention d'archives rares liées à l'alpinisme comme la première ascension du Mont Aiguille en 1492, d'autant que jusqu'à l'Annexion de la Savoie à la France en 1860, la barre des Écrins au sud de l'Isère constituait le plus haut sommet de France. Le service possède également des documents rares comme l'acte de condamnation du moine François de Nobilibus, brûlé sur la place Grenette en 1606 pour sorcellerie, et dont l'acte de condamnation a échappé au bucher comme le voulait la tradition. Les documents des interrogatoires du moine étant conservés à la bibliothèque municipale de Grenoble.
La salle des inventaires est le lieu utilisé par le public pour rechercher la référence (ou cote) d'un document. Selon les statistiques, les registres d'état civil sont les documents les plus consultés. C'est aussi dans cette salle que le lecteur lance sur un des ordinateurs la demande de consultation de son document pour en disposer dans la salle de lecture, une fois acheminé depuis les rayonnages. Les archives de l'Isère conservent des documents importants de l'Ancien Régime comme l'édit de Nantes ou l'édit de Roussillon, mais l'un des fleurons est le fonds du monastère de la Grande-Chartreuse constitué à partir de 1084 par Bruno le Chartreux. D'autres documents uniques sont conservés comme les témoignages de l'Inondation de Grenoble en 1219 décrivant la plus grande catastrophe naturelle de l'histoire du Dauphiné ou les archives du château de Vizille et de la famille Perier représentent 125 mètres linéaires de cartons.

### Le fonds Champollion

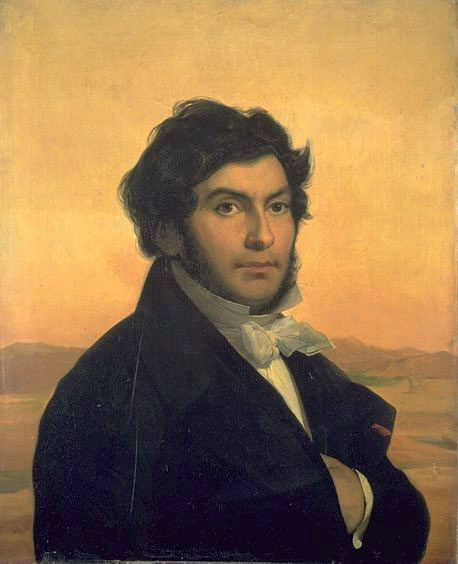
J.F. Champollion.

Le fonds des frères Champollion a été acquis en 2001 par le Conseil général de l'Isère, simultanément à l'acquisition de la propriété familiale à Vif, devenue musée Champollion par la suite. Constitué des archives des 65 volumes de correspondances de Jacques-Joseph Champollion avec son frère égyptologue Jean-François Champollion, ce fonds représente des centaines de lettres échangées avec son frère entre Paris et Grenoble depuis l'Italie (1824-1826) puis l'Égypte (1828-1829), mais également avec de nombreux savants français et étrangers.
Afin de permettre la consultation et la valorisation de ce fonds, qui n'est pas consultable en raison de sa fragilité et de l'absence d'inventaire, un dépouillement intégral est en cours, préalable indispensable à la numérisation du fonds. En 2014, ce travail couvre environ la moitié des volumes, et d'ici quelques années, les 65 volumes devraient être consultables en ligne.

## Communes détachées du département de l'Isère
Entre 1852 et 1971, 28 communes situées dans le nord de l'Isère ont été rattachées au département du Rhône. La répartition des archives concernées a été définie par la direction des archives de France en 1968. Seules les archives déposées par ces communes aux archives de l'Isère seraient transférées aux archives départementales du Rhône. L'ensemble des dossiers versés par les administrations de l'État (préfecture, tribunaux, fisc, équipement...) resterait en Isère au nom du principe du respect des fonds, car il aurait été trop destructeur pour la mémoire administrative de démembrer une à une toutes les cotes pour séparer celles restant en Isère de celles destinées au Rhône.

## Récompenses
En 2022, le bâtiment des ADI figure parmi les dix lauréats de la troisième édition du Trophée Béton pro, organisé par l'association Bétocib.
En fin 2024, le bâtiment est désigné parmi les meilleurs projets en béton innovant dans le monde (Excellence in Concrete Construction Awards) lors de la dixième édition de l'American Concrete Institute (en) (ACI). Il a été ainsi classé en première position dans la catégorie « béton décoratif » (Decorative Concrete),,.

## Accès
Ce site est desservi par les lignes B, C et D du tramway, station Gabriel Fauré, ainsi que par les lignes d'autobus C5 et C8, arrêt "Les Alpilles".